# Westwerk

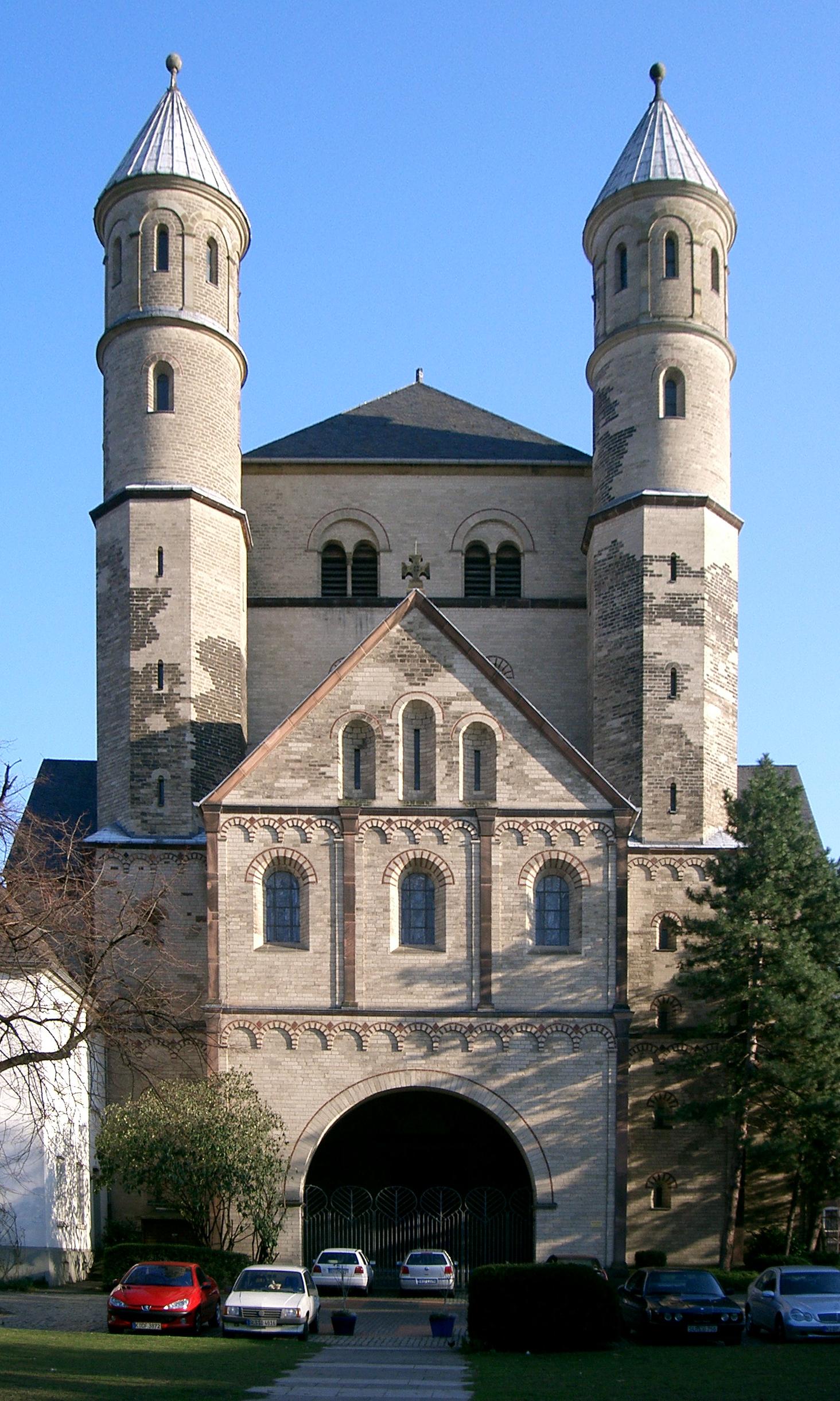
Szent Pantaleon templom, Köln. Westwerk. 10. század második fele

A westwerk (magyarul ’nyugati védmű’ vagy egyszerűen csak ’védmű’) a román stílusú templomok korai középkorban kialakult épületrésze. Nem késő ókori továbbfejlesztés, hanem a karoling építészet önálló frank újítása, a bazilika nyugati végének többemeletes masszív kiépítése. Itt hallgathatta a misét a császár és az udvara, ha az adott település a fejedelmi birtokhoz tartozott. A legtöbb esetben volt itt egy Mihály arkangyalnak szentelt oltár is, hisz a császár hozzá hasonlóan a démoni hatalmak ellen küzdő és Isten kegyelméből az ellen győzedelmeskedő uralkodó volt. A démoni hatalmakat nyugaton sejtették – átellenben a megváltást hozó kelettel. Tornyaival és masszív falával a védmű nemcsak a gonosz elleni védelem, hanem az állam és az egyház bipoláris egységének és egymás mellett létezésének szimbóluma is. A legrégebbi egységes westwerk a Corveyi apátságé a 9. századból.